# Pei Wei
Pei Wei (ur. 267, zm. 300) – chiński filozof konfucjański.
Opowiadał się za włączeniem do interpretacji kanonu elementów taoistycznych. Pragnąc jednak przeciwstawić się koncepcjom, które postulowały wzorowanie się na taoizmie także w zakresie nastawienia do niebytu (wu) napisał Uzasadnienie Bytu. Argumentował w nim, że Natura opiera się na bycie, niebyt bowiem nie jest zdolny do stwarzania. Przeciwstawiał się również poglądowi głoszącemu zbieżność tego co naturalne z pożądaniem.
Kładł również nacisk na znaczenie humanitarności i prawości.